# Sky Lopez
Corrie Rachelle Floris (Stillwater, Minnesota; 23 de diciembre de 1975), más conocida como Sky López, es una actriz pornográfica retirada estadounidense. Actualmente es una cantante de hip hop conocida como Sky "SpringBreak" López.

## Biografía
A pesar de haber nacido en Minnesota, a muy temprana edad se mudó al sur de California donde se crio. Se introdujo en la industria porno en 1999 y no tardó mucho en ganar popularidad. Vivid, uno de los mayores y más prestigiosos estudios pornográficos de Estados Unidos, le ofreció un contrato exclusivo que Sky aceptó trabajando exclusivamente para la productora durante varios años y otorgándose así los títulos de Chica Vivid, -uno de los más prestigiosos dentro de la industria X- y de estrella porno de élite. Ha posado para revistas tales como Playboy, Penthouse y Club y ha aparecido en numerosas ocasiones en la televisión norteamericana. Además de para el estudio Vivid, Sky ha trabajado para la productora Shane's World, entre otros, y ha dirigido sus propias películas. Es célebre por su salvaje personalidad y se autodenomina una freak por naturaleza a la que le encanta el sexo, a menudo definida dentro de la industria X como una chica salvaje 100 % producto del sur de California. Tuvo una relación sentimental con la también actriz porno Krystal Steal. A pesar de su tremendo éxito[cita requerida] y para desgracia de sus fanes, a finales de 2005 Sky se convirtió en devota extrema del cristianismo[cita requerida] y se retiró embarazada como actriz porno. En la actualidad vive inspirada por la religión y por su fe y se ha convertido en cantante de hip hop con el nombre de Sky "SpringBreak" López.